# Мелнишки манастир
 Тази статия е за манастира в Мариово.  За манастира край Мелник вижте Света Богородица Спилеотиса.  
Мелнишкият манастир „Свети Илия“ (на македонска литературна норма: Мелнички манастир „Свети Илија“) е възрожденски манастир, край запуснатото мариовско село Мелница, част от Преспанско-Пелагонийската епархия на Македонската православна църква – Охридска архиепископия.
Строежът на манастира започва в 1870 година по инициатива на Стале Чешелков от Полчища и с подкрепата на населението от Мариово приключва в 1872 година. Надписът от 1872 година казва, че манастирът е изграден от майстор Пере Лауца с помощта на православните християни от околните села. След края на строежа в 1881 година изписването на вътрешните пространства и иконите е поето от мияшката тайфа от Дебърската художествена школа на Аврам Дичов от Тресонче. Над северната врата от вътре има втори надпис.
- Стенопис на ктитора Дедо Стале от Полчища с подпис на Аврам Дичов, 27 май 1881 г.
- Иконостасът
- Куполът
- Стенопис
- преди 1930 г.